# Kristoffer Kristoffersen
Kristoffer Mathæus Gert Kristoffersen (* 3. September 1902 in Kangillermiut; † 1970) war ein grönländischer Künstler.

## Leben
Kristoffer Kristoffersen war der Sohn von Kristian Friedrich (1871–?) und seiner Frau Sophia Beate (1872–?), die beide aus der Herrnhuter Brüdergemeine stammten. Am 11. September 1927 heiratete er in Nuuk Dorthe Kristoffersen (1906–1976). Gemeinsam mit ihren Kindern Simon (1933–1990), Sara (1937–2008), K'itura (* 1939) und Karl (* 1943) bildete das Ehepaar eine Künstlerfamilie, die mit Specksteinfiguren arbeitete.
Kristoffer Kristoffersen begann in den 1950er Jahren mit der Specksteinbildhauerei, als die Jagderträge geringer wurden. Er lehrte seine Frau und Kinder, sodass bald die ganze Familie als Bildhauer tätig war. Die Familie hatte einen eigenen Steinbruch, um das Material für die Kunst heranzuschaffen. Kristoffer Kristoffersens Werke sind traditionell gehalten und neigen zur Groteske. Sie wurden 1986 in Dänemark ausgestellt.